# Castelo de Glehn

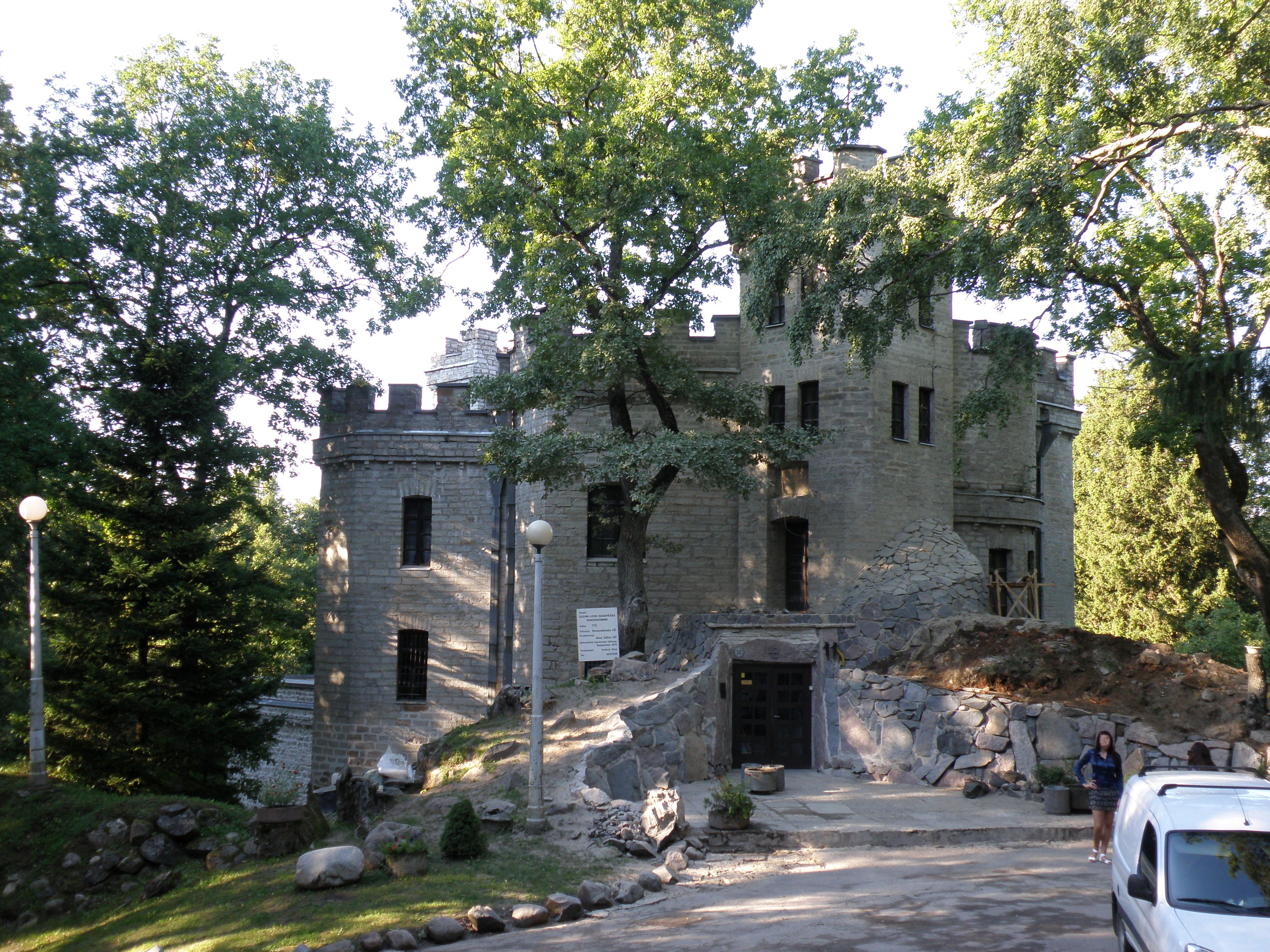
Castelo de Glehn

O Castelo de Glehn ( em estoniano:  Glehni loss) é um castelo na encosta de Nõmme, parte de Tallinn, na Estónia.

## História
O castelo foi projetado e estabelecido por Nikolai von Glehn na parte norte das terras da sua Mansão Jälgimäe para se tornar na sua nova residência. O castelo foi concluído em 1886.
Depois de Glehn emigrar para a Alemanha em 1918, o castelo foi saqueado e entrou em declínio. Na década de 1960, foi iniciada a restauração do edifício. O castelo renovado foi inaugurado a 24 de março de 1977.

## Galeria

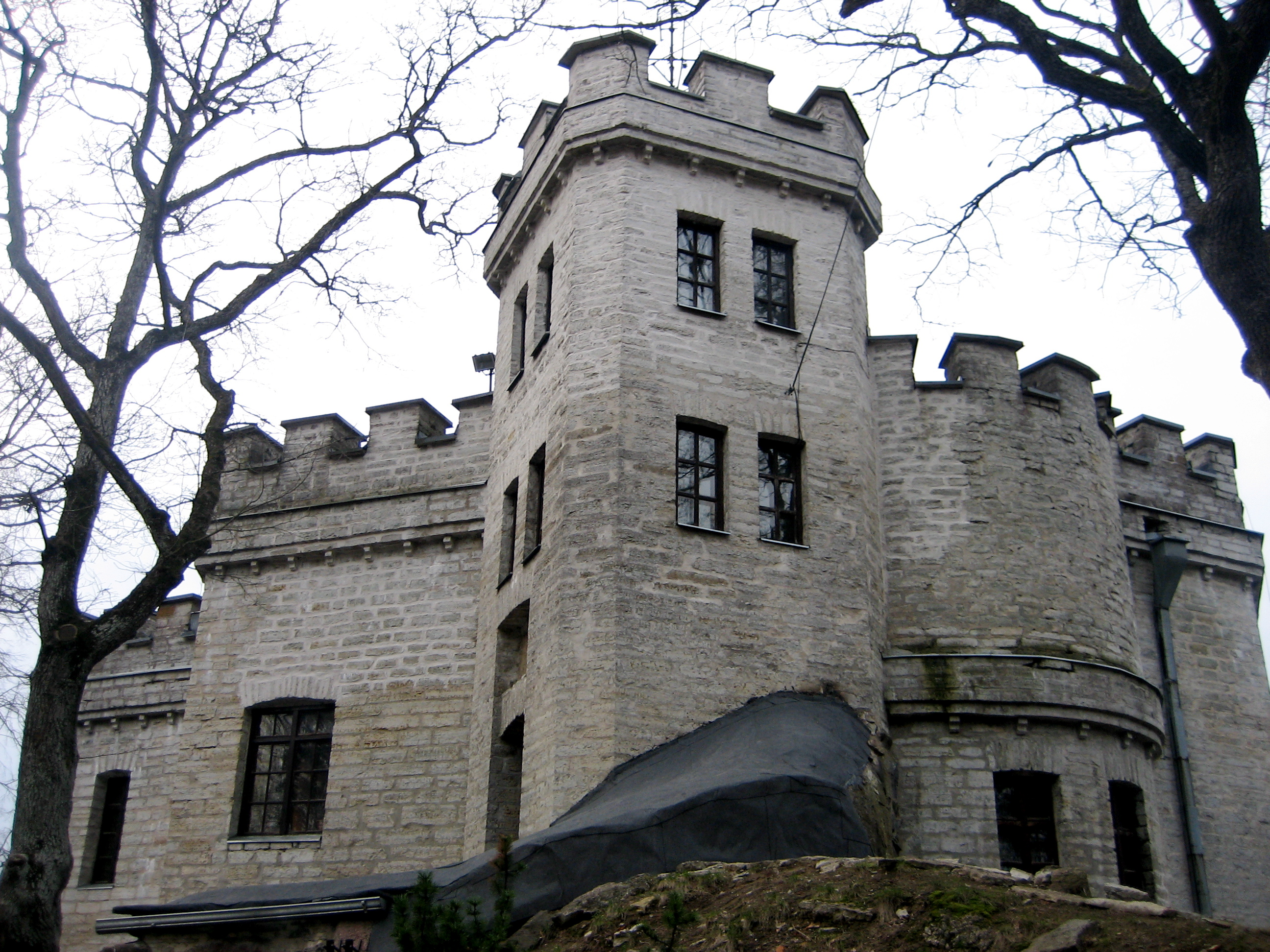
O castelo
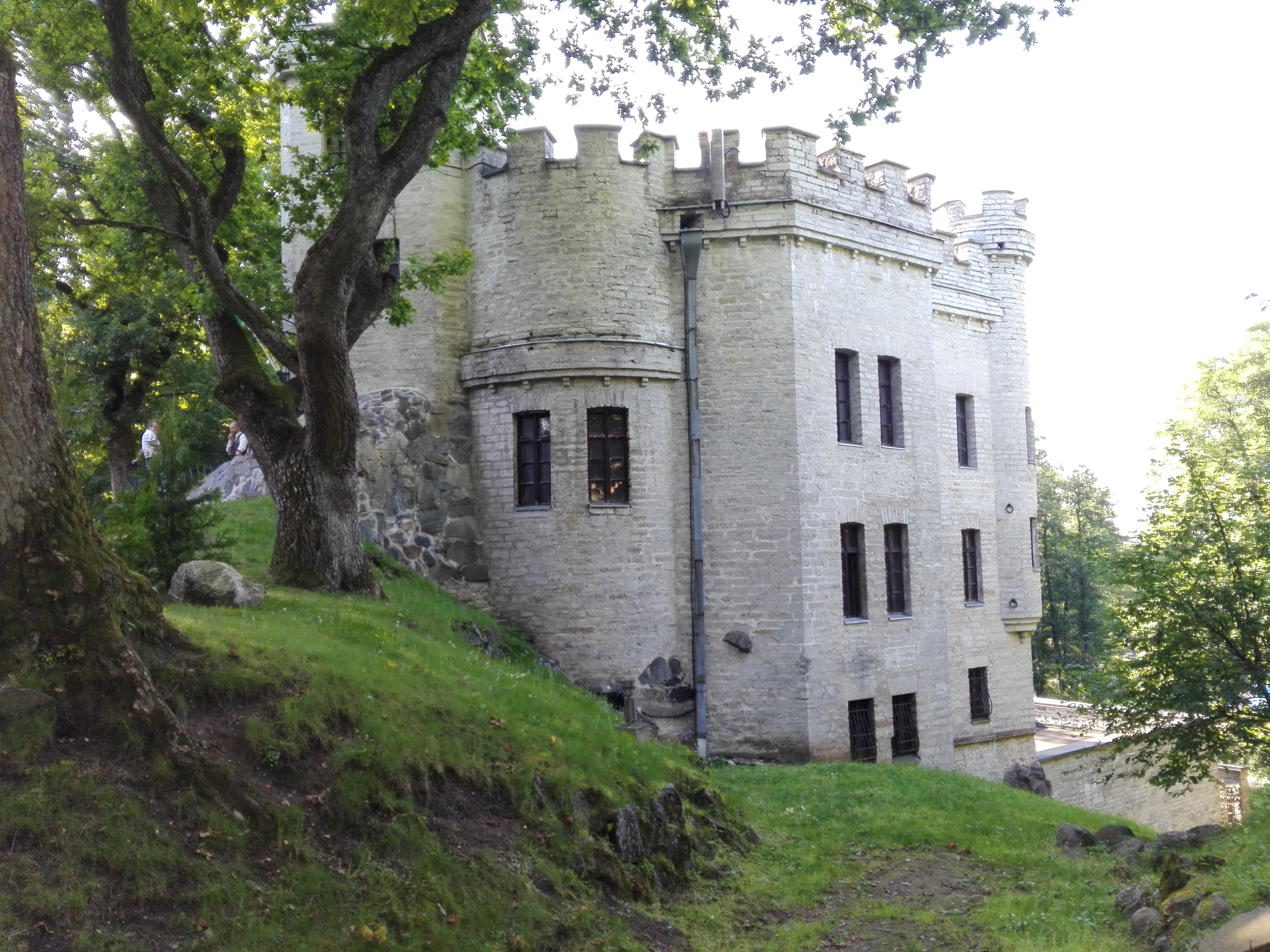
vista lateral
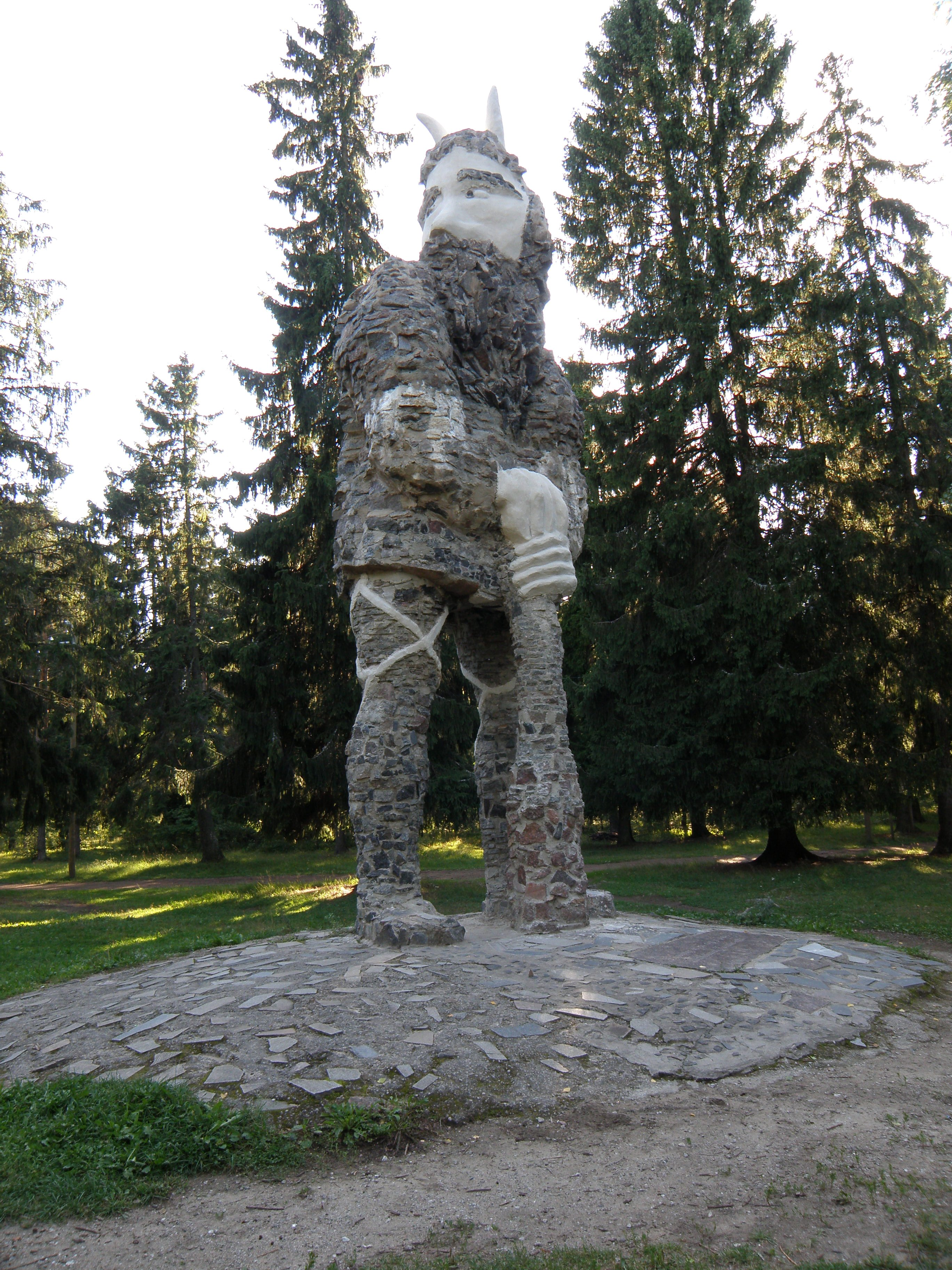
Escultura de Kalevipoeg
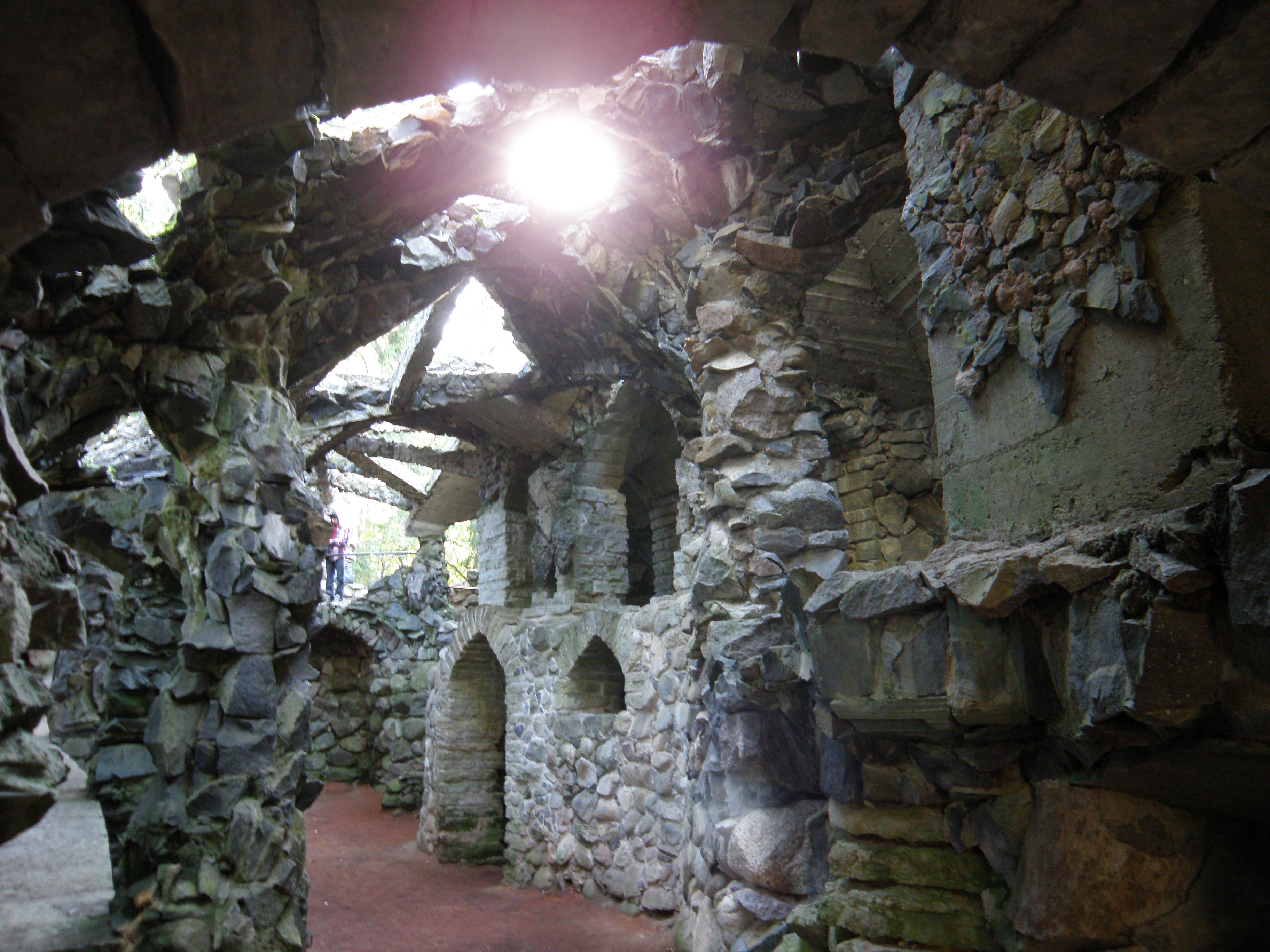
Dentro da casa de palmeiras
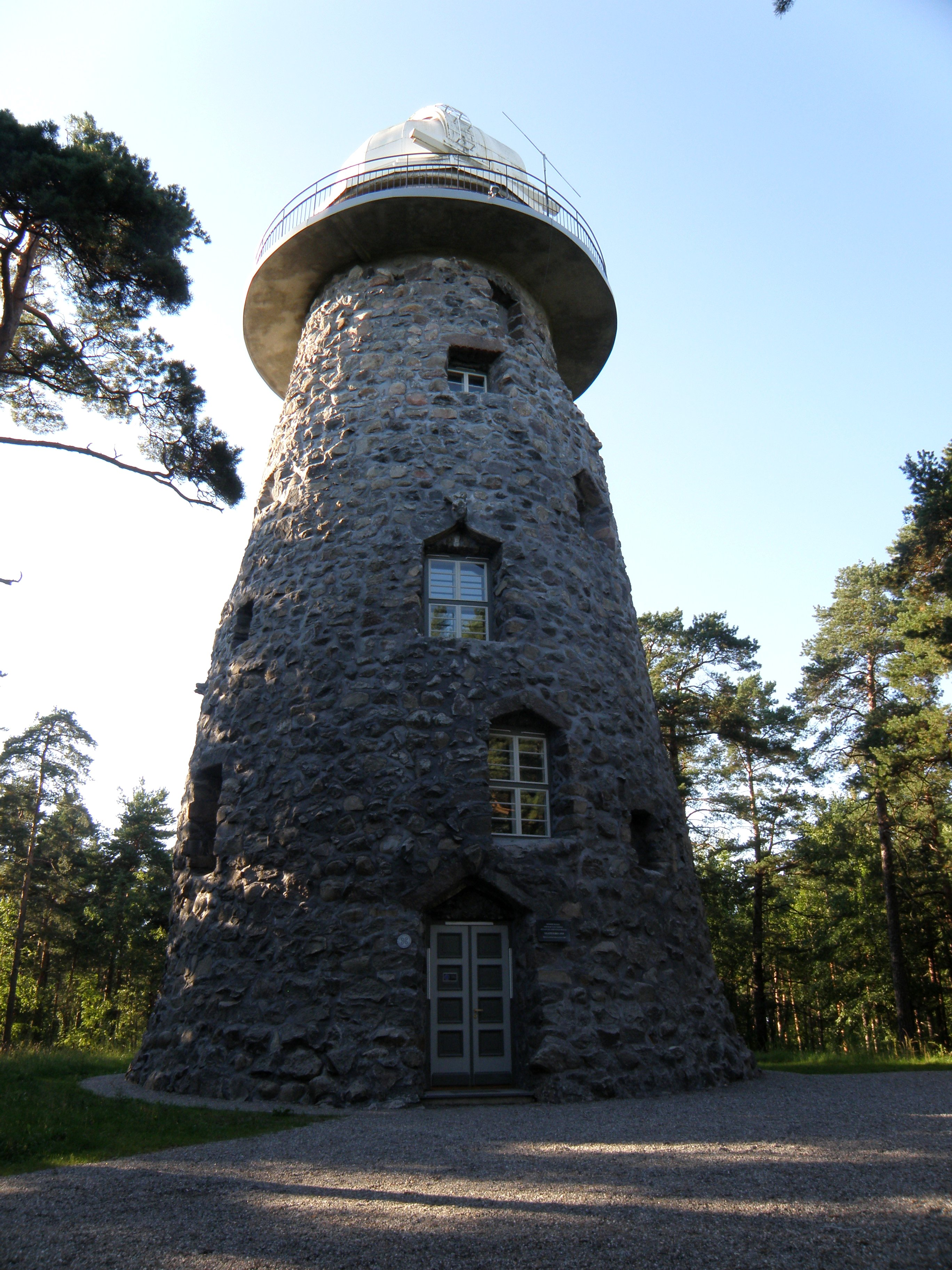
Torre de vigia de Glehn agora usada como Observatório de Tallinn
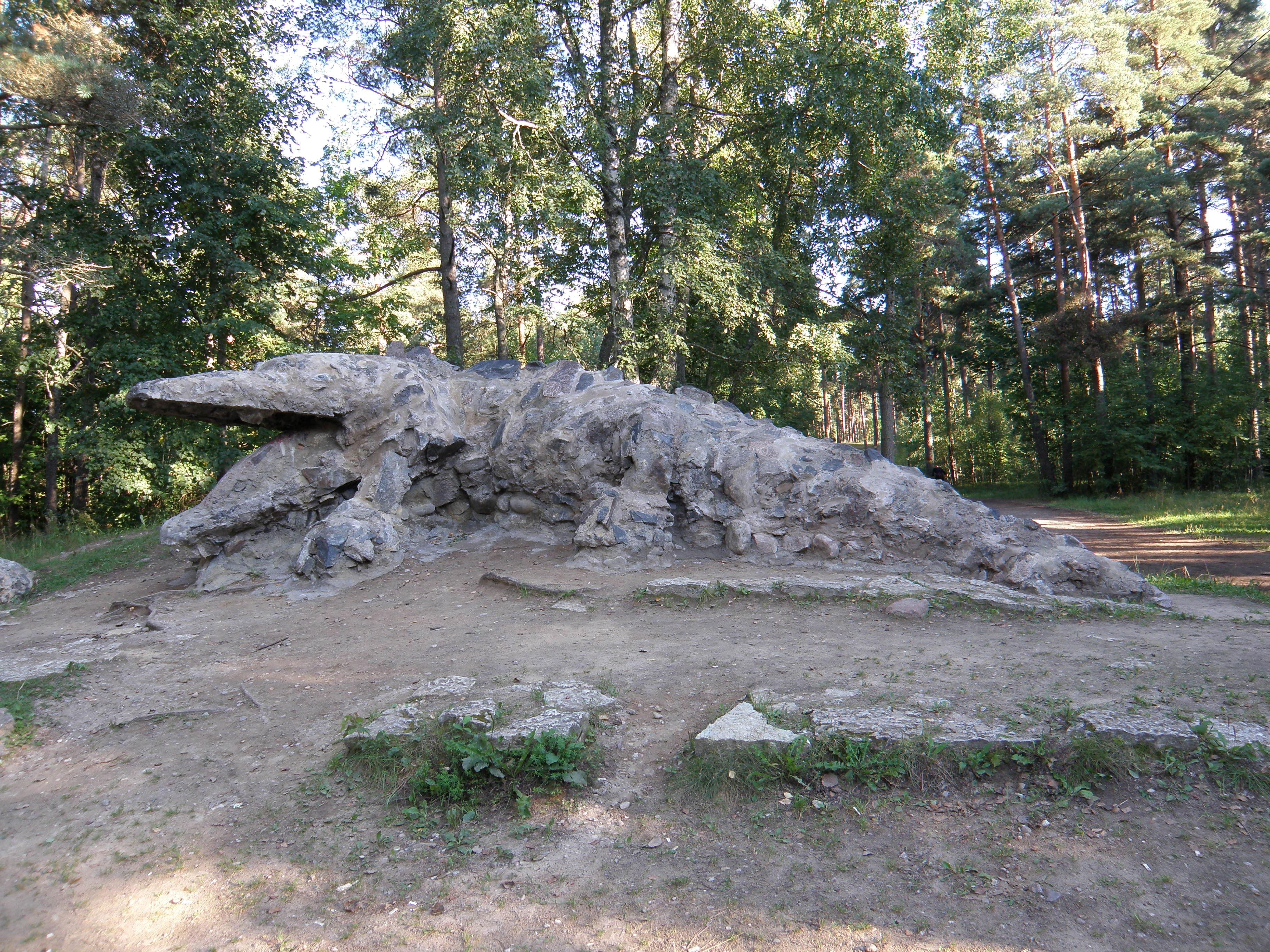
"Crocodilo" de Glehn